# Конклав (фільм, 2024)
«Конклав» (англ. Conclave) — англо-американський кінофільм 2024 року у жанрі детективного трилера, зрежисований Едвардом Бергером. Екранізація однойменного роману Роберта Гарріса.
Ролі виконав суттєвий акторський ансамбль, на чолі якого — Рейф Файнз. Світова прем'єра фільму відбулась 30 серпня 2024 року на кінофестивалі у Тельюрайді, де критики сприйняли його вкрай високо, виокремивши «роль всього життя» Рейфа Файнза. В український прокат «Конклав» вийшов 21 листопада того ж року.
«Конклав» був номінований у 8 категоріях премії «Оскар», зокрема як «Найкращий фільм», вигравши в одній: «Найкращий адаптований сценарій».

## Сюжет
Дія фільму відбувається протягом 72 годин у Ватикані. Раптова смерть Папи Римського від серцевого нападу змушує кардиналів з усього світу розпочати терміновий процес конклаву. За вибір нового Папи відповідає декан Колегії кардиналів Томас Лоуренс, на очах якого розгортається битва за престол кардиналів Белліні, прогресивного ліберала, Тедеско, реакціонера-расиста, Тремблея, можливого корупціонера, та Адеємі, соціального консерватора.
Архієпископ Возняк повідомляє Лоуренсу, що перед своєю смертю Папа вимагав відставки Тремблея, що спростовує сам Тремблей, посилаючись на алкоголізм Возняка. Перед самим початком конклаву до учасників доєднується архієпископ Кабулу Бенітес, якого Папа призначив кардиналом in pectore.
Після першого голосування жоден кардинал не набирає потрібної кількості голосів, проте Адеємі незначно виривається вперед. Асистент Лоуренса, монсеньйор О'Меллі, дізнається, що Папа оплатив квиток Бенітеса до Женеви для прийому у лікаря, який врешті був скасований.
На другий день конклаву, під час обіду, кардинали стають свідками суперечки між Адеємі та сестрою Шанумі. Під час сповіді Шанумі зізнається Лоуренсу, що 19-річною дівчиною вона народила сина в неправедних стосунках із Адеємі. Хоча Лоуренс вимушений зберігати таємницю сповіді, Адеємі втрачає статус лідера голосування через те, що сутичка відбулась на очах кардиналів.
Лоуренс дізнається, що переліт Шанумі з Нігерії до Ватикану організував Тремблей, який заявляє, що зробив це за проханням Папи. Лоуренс пробирається до апартаментів Папи, де знаходить свідчення про те, що Тремблей здійснив акт симонії. Лоуренс викриває Тремблея перед кардиналами за допомогою наставниці монахинь, сестри Агнес.
На третій день конклаву стається вибух біля Сікстинської капели, спричинений атакою смертника. Такі ж теракти стаються у інших європейських містах. Тедеско закликає оголосити релігійну війну проти ісламу, проте Бенітес у несподіваній промові просить кардиналів не відповідати насиллям на насилля.
За результатами сьомого раунду голосування Папою проголошують Бенітеса, який обирає собі папське ім'я Інокентій. О'Меллі розповідає Лоуренсу подробиці скасованого медичного прийому Бенітеса. Той зізнається Лоуренсу, що народився з маткою та яєчниками, а в Женеві збирався зробити лапароскопічну гістеректомію, проте скасував свої плани, вирішивши, що «він такий, яким його створив Бог».
У фінальній сцені Лоуренс відчиняє вікна в своїй кімнаті, впускаючи світло до темного приміщення.

## У ролях
- Рейф Файнз — декан Колегії кардиналів Томас Лоуренс, англієць
- Стенлі Туччі — кардинал Альдо Белліні, американець
- Джон Літгоу — кардинал Джозеф Тремблей, канадієць
- Серджо Кастеллітто — кардинал Гоффредо Тедеско, італієць
- Карлос Дьєц — кардинал Вінсент Бенітес, мексиканець
- Лусіан Мсаматі — кардинал Джошуа Адеємі, нігерієць
- Брайан Ф. О'Бірн — монсеньйор Реймонд О'Меллі
- Ізабелла Росселліні — сестра Агнес, наставниця монахинь
- Мераб Нінідзе — кардинал Саббадін
- Яцек Коман — архієпископ Януш Возняк
- Лорі Лодді — кардинал Вільянуева
- Роберто Чітран — кардинал Ломбарді

## Створення

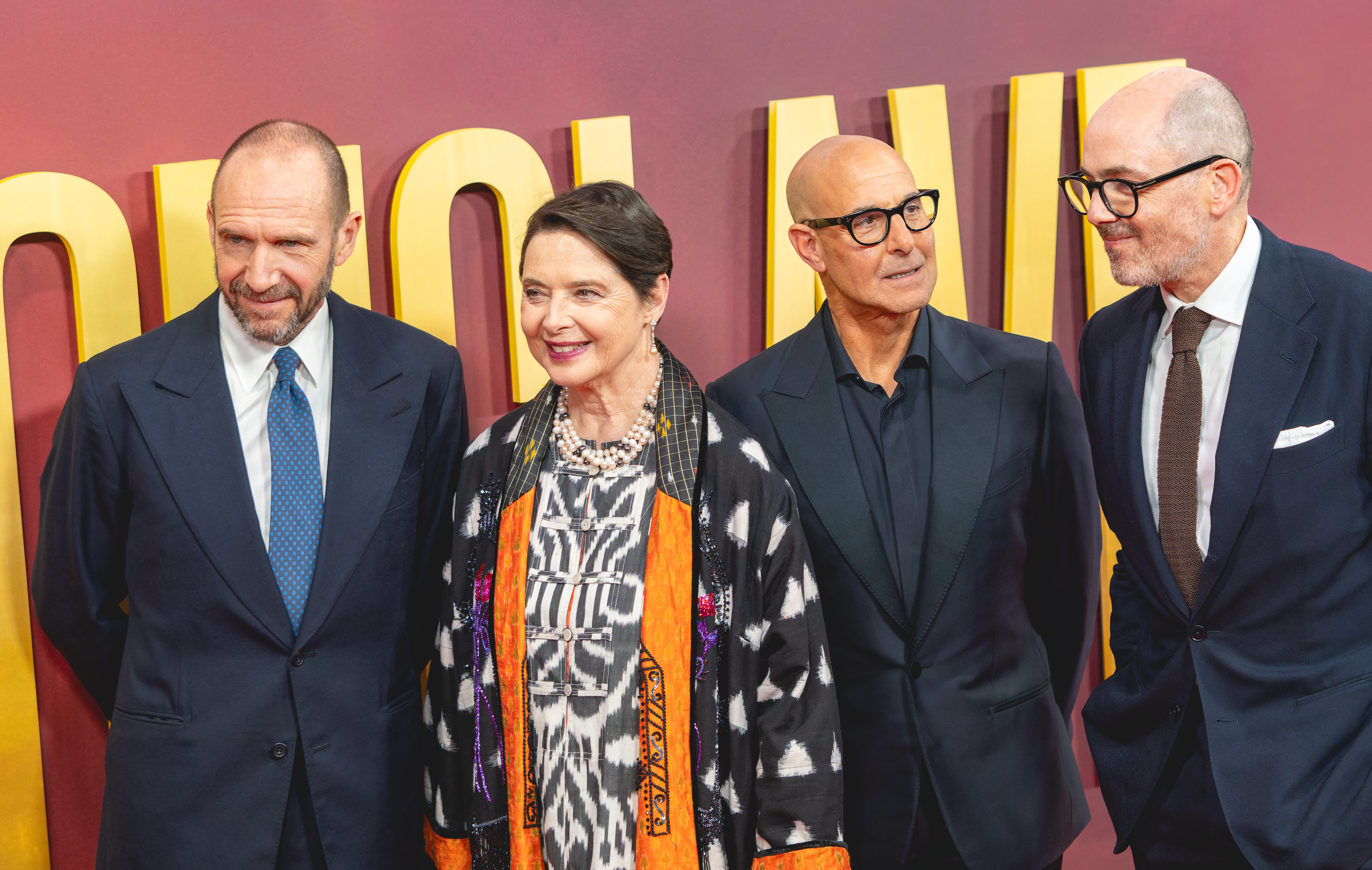
Центральні актори фільму та режисер Едвард Бергер (праворуч) на прем'єрі фільму, жовтень 2024 року

Після завершення роботи над своїм попереднім фільмом, епічною воєнною драмою «На Західному фронті без змін» (2022), Едвард Бергер вирішив екранізувати історію, яка повністю протилежна за масштабом від роману Еріха Марії Ремарка — камерний трилер Роберта Гарріса «Конклав». «Я хотів втекти від незмірності та хаосу поля битви й зануритись у щось вкрай сконцентроване» — казав режисер.
Бергер описав «Конклав» так: «Це фільм про тиху людину, яка оточена тими, хто виборює владу в той час, коли він сам намагається віднайти свою віру». Під час створення стрічки режисер надихався «Хрещеним батьком» і «Убивством священного оленя», який «демонструє все дуже простими способами, але відчуття все одно вкрай інакші». Сценарист Пітер Строган здійснив не багато відступів від тексту роману Роберта Гарріса, зберігши його ключову структуру.
Режисер познайомився з майбутнім виконавцем ролі кардинала Лоуренса Рейфом Файнзом після вистави за його участі «Одержимий прямими лініями». Щоб виглядати «максимально правдоподібно» у своєму образі, Файнз вивчав італійську та латинську мови. Невелику за хронометражем (8 хвилин), але надважливу для сюжету роль зіграла Ізабелла Росселліні.
Знімальний процес пройшов із січня по березень 2023 року в Римі, зокрема на студії Cinecittà.

## Сприйняття та вплив
Світова прем'єра фільму відбулась 30 серпня 2024 року на кінофестивалі у Тельюрайді. Критики сприйняли «Конклав» вкрай високо. Роль кардинала Лоуренса неодноразово називалась у пресі «роллю всього життя» Рейфа Файнза. «Якщо у 2024 році є якась безсумнівність, щонайменше в кінематографічному розумінні, тоді „Конклав“ — один із найкращих фільмів року. Це нокаут» — писав Томріс Лаффлі (The A.V. Club). Натепер рейтинг стрічки на Metacritic складає 79 %, на Rotten Tomatoes — 92 %.
За підсумками 2024 року «Конклав» обійняв 6 місце у компіляційному переліку найкращих фільмів року. Для визначення цього було проаналізовано понад 900 особистих списків найкращих фільмів року від світових кінокритиків.
«Конклав» зазнав другої хвилі популярності після смерті Папи Франциска у квітні 2025 року та подальшого травневого конклаву. Оскільки фільм правдиво відтворює процес вибору Папи, кардинали, що мало знайомі з ватиканським протоколом, дивились стрічку в кінозалі в дні конклаву, а Роберт Прево, в результаті обраний новим Папою, переглядав її перед початком голосування.

## Нагороди
- Міжнародний кінофестиваль у Сан-Дієго — приз найкращому гала-прем'єрному фільму
- Міжнародний кінофестиваль у Палм-Спрінгс — приз за найкращий акторський ансамбль
- Міжнародний кінофестиваль у Санта-Барбарі — приз «Видатний актор року» (Рейф Файнз)
- Кінофестиваль у Мілл-Веллі — приз «Улюбленець глядачів»
- Кінофестиваль у Міддлбурзі — приз глядачів найкращому фільму, приз імені Аньєс Варда «Революційна акторка» (Ізабелла Росселліні)
- Європейський кіноприз — номінація за найкращу чоловічу роль (Рейф Файнз)
- Премія «Астра» — 4 номінації: «Найкращий фільм», «Найкращий актор» (Рейф Файнз), «Найкращий адаптований сценарій» (Пітер Строган), «Найкращий акторський ансамбль»
- Премія «Золотий глобус» — нагорода за найкращий сценарій (Пітер Строган), 5 номінацій: «Найкращий драматичний фільм», «Найкращий режисер» (Едвард Бергер), «Найкращий актор у драматичному кінофільмі» (Рейф Файнз), «Найкраща акторка другого плану» (Ізабелла Росселліні), «Найкраща музика» (Фолькер Бертельманн)
- Премія «Вибір критиків» — 2 нагороди: «Найкращий акторський ансамбль», «Найкращий адаптований сценарій» (Пітер Строган); 9 номінацій: «Найкращий фільм», «Найкращий режисер» (Едвард Бергер), «Найкращий актор» (Рейф Файнз), «Найкраща акторка другого плану» (Ізабелла Росселліні), «Найкраща музика» (Фолькер Бертельманн), «Найкраща операторська робота» (Стефан Фонтен), «Найкращий монтаж» (Нік Емерсон), «Найкращий дизайн костюмів» (Лізі Крістл), «Найкращі декорації» (Сюзі Дейвіс)
- Премія Гільдії кіноакторів США — нагорода в категорії «Найкраща робота акторського складу»; номінація в категорії «Найкраща чоловіча роль» (Рейф Файнз)
- Премія Гільдії режисерів Америки — номінація за найкращу режисерську роботу в ігровому кінофільмі (Едвард Бергер)
- Премія BAFTA — 4 нагороди: «Найкращий фільм», «Найкращий британський фільм», «Найкращий адаптований сценарій» (Пітер Строган), «Найкращий монтаж» (Нік Емерсон); 8 номінацій: «Найкраща режисерська робота» (Едвард Бергер), «Найкращий актор» (Рейф Файнз), «Найкраща акторка другого плану» (Ізабелла Росселліні), «Найкраща музика» (Фолькер Бертельманн), «Найкраща операторська робота» (Стефан Фонтен), «Найкращий дизайн костюмів» (Лізі Крістл), «Найкращі декорації» (Сюзі Дейвіс, Сінтія Слейтер), «Найкращий кастинг» (Ніна Голд, Мартін Вейр)
- Премія Американського товариства кінооператорів — номінація за найкращу операторську роботу (Стефан Фонтен)
- Премія Гільдії художників з костюмів за найкращі костюми у фільмі на сучасну тематику (Лізі Крістл)
- Премія «Оскар» — нагорода в категорії «Найкращий адаптований сценарій» (Пітер Строган); 7 номінацій: «Найкращий фільм», «Найкращий актор» (Рейф Файнз), «Найкраща акторка другого плану» (Ізабелла Росселліні), «Найкраща музика» (Фолькер Бертельманн), «Найкращі декорації» (Сюзі Дейвіс, Сінтія Слейтер), «Найкращий дизайн костюмів» (Лізі Крістл), «Найкращий монтаж» (Нік Емерсон)